# BABIP
BABIP(영어: Batting Average on Balls In Play)는 인플레이 타구의 안타 비율 혹은 피안타 비율을 통계로 수치화한 야구 기록 중 하나이다. 

## 계산 방법
BABIP는 다음과 같은 식을 이용하여 계산된다.
{\displaystyle BABIP={\frac {H-HR}{AB-K-HR+SF}}}
H는 안타, HR은 홈런, AB는 타수, K는 삼진, SF는 희생 플라이를 의미한다.
이 식에서 홈런은 인플레이 상황이 아니고 홈런 그 자체로 플레이가 종료된 상황이므로 안타 수에서 홈런을 제외하였고, 삼진 또한 인플레이 상황에 해당하지 않기 때문에 타수에서 제외되었다. 사사구와 고의 사구는 타수 기록에 포함되지 않으므로 이미 제외되어 있다.
만일 한 선수가 381타수에 111 안타, 11 홈런, 50 삼진, 19 파울 아웃, 10개의 희생 플라이를 기록했다고 가정하면, 그 선수의 BABIP는 {\displaystyle (111-11)/(381-50-22+10-19)=100/300=0.333}
이다.

## 여러 선수의 BABIP

### 스즈키 이치로
2004년,이치로는 262 안타 중에 8개만 홈런을 쳤다.삼진도 적진 않았다.희생타도 적으니,BABIP이 높을 수 있는 경우들을 갖추고 있다. 2004년 이치로 스즈키의
BABIP도 .399였다.
이치로는 이 시즌 704 타수,262 안타,63 삼진,8 홈런과 3개의 희생플라이가 있었다.이치로 선수의 BABIP을 직접 계산해 보면,
(262-8)/(704-63-8+3)=254/636=0.3993...으로 .399였다.

### 베리 본즈
반면,통산 762 홈런을 때려낸 베리 본즈는 3000안타 가깝게 쳤음에도 불구하고 통산 3할도 되지 않는 BABIP을 갖고 있다.
2001년, 156안타 중 절반에 가까운 73 홈런을 때려낸 베리 본즈는 .328의 타율에 .266 밖에 안 되는 BABIP에다,
2004년,.362의 타율에 45 홈런을 기록한 본즈는 타율과 .052 차이 나는 .310의 BABIP으로,타율에 비해 꽤 낮았다.

### 애런 저지
현재 2년차 AL 홈런 1위인 애런 저지는 18 홈런에도 불구하고 63개의 삼진으로 .324 타율에 .408이나 되는 BABIP을 갖고 있다.
홈런이 많다고 무조건 BABIP이 낮은 것은 아니다.

## 주해
1. ↑  홈런을 제외한 모든 페어 플레이를 일컫는다.
2. ↑  일반적으로 타격 기록의 통계를 낼 때 소수점 4자리 이하의 자릿수는 절사(切捨)한다. 다만 필요에 의해 절사하지 않고 그대로 표기할 수도 있다.

## 같이 보기
- 야구 기록
- 배리 본즈
- 스즈키 이치로

## 참고 문헌
- 정의:네이버 야구 대백과
- 계산법:네이버 야구대백과 선수
- 기록:mlb.com